# Giovanni Battista Bronzini
Giovanni Battista Bronzini (Matera, 4 settembre 1925 – Bari, 17 marzo 2002) è stato un antropologo e storico delle tradizioni popolari italiano.

## Biografia
Fu allievo di Paolo Toschi all'Università di Roma, poi docente emerito di Antropologia culturale all'Università di Bari e direttore dal 1974 alla morte della rivista di studi demoetnoantropologici Lares.
Studioso di letteratura, attraverso l'opera dello scrittore torinese Carlo Levi, confinato in Lucania negli anni del fascismo, o del poeta lucano Rocco Scotellaro, Bronzini illustrò il mondo contadino della sua terra, colto nell'intima relazione con i cicli naturali e in quella più mediata con i fattori economici e sociali, mai dimenticando di richiamarne le tensioni spirituali e le ansie di riscatto nelle espressioni magiche e superstiziose della civiltà contadina degli anni trenta e quaranta.
È stato consigliere-fondatore della Fondazione Marino Piazzolla. Nel 2012 il comune di Accettura gli ha intitolato la piazza dell'incontro tra il Maggio e la Cima, i due alberi che si uniscono nella festa del Maggio di Accettura che il Bronzini ha contribuito in maniera determinante a riscoprire e valorizzare, partendo dai suoi primi studi sul campo effettuati dal 1969 in poi.
Il figlio Stefano è stato ordinario di Letteratura inglese sempre all'Università di Bari, direttore del Dipartimento di Lingue e tradizioni culturali europee del medesimo ateneo. Nel luglio 2019 è stato eletto magnifico rettore dell’Università di Bari.

## Opere selezionate
- Tradizioni popolari in Lucania, Matera, Montemurro, 1953
- Accettura: il contadino, l'albero, il santo, Galatina, Congedo, 1977
- Mito e realtà della civiltà contadina lucana, Matera, Montemurro, 1977 (Vincitore Premio “Basilicata”)
- Cultura popolare. Dialettica e contestualità, Bari, Dedalo, 1980
- Cultura contadina e idea meridionalistica, Bari, Dedalo, 1982
- Homo laborans. Cultura del territorio e musei demologici, Galatina, Congedo, 1985
- I canti popolari di N. Tommaseo, Lecce, Milella, 1985
- L'Universo contadino e l'immaginario poetico di Rocco Scotellaro, Bari, Dedalo, 1987
- Intellettuali e poesia popolare nella Sicilia dell'Ottocento, Palermo, Sellerio, 1991
- La letteratura popolare italiana dell'Otto-Novecento: profilo storico-geografico, Novara – Firenze, De Agostini – Le Monnier, 1994
- Storia del culto della Madonna dell'Arco attraverso le fonti scritte e figurative dei secoli XVII-XVIII, Firenze, Olschki, 1998